# Плигин, Александр Павлович
Александр Павлович Плигин (17 (29) ноября 1880, село Новое, Угличский уезд Ярославской губернии — 16 апреля 1943, Чистополь) — русский художник.
Родился в Ярославской губернии в крестьянской семье, старший из двенадцати детей. Детство и юность провёл в Коломне. В двадцатипятилетнем возрасте обосновался в Санкт-Петербурге, занимался как вольнослушатель в Петербургском университете, с 1907 г. брал уроки живописи у Льва Бакста и Мстислава Добужинского. С 1912 г. работал как театральный художник, участвовал в художественных выставках, в том числе групп «Мир искусства» и «Бубновый валет» (1913). С 1921 г. в Москве, работал художником в Малом театре. Вторым браком был женат на переводчице Наталье Камионской. С началом Великой Отечественной войны был эвакуирован в Чистополь. Покончил с собой.
Начиная с 1999 г., когда две работы Плигина были экспонированы на выставке новых поступлений в Третьяковскую галерею, наблюдается некоторое возрождение интереса к творчеству художника. Наследники художника передали его работы Ярославскому художественному музею, в котором в 2003 году состоялась персональная выставка его работ.